# راز سکوت
راز سکوت یک مجموعه تلویزیونی محصول سال ۱۳۸۱ به کارگردانی و تهیه‌کنندگی حسین حکمت‌جو، نویسندگی آرش قادری می‌باشد که از شبکه دو پخش شد. این مجموعه در ۱۰ قسمت تهیه شده‌است.
داستان این مجموعه در خصوص پرستار مسن مسیحی است که قبل از مرگ، پرده از راز اتفاق ۱۵ سال پیش می‌گشاید. موضوع از این قرار است که همسر بیمار آقای گلستان پس از تزریق آمپولی فوت می‌کند. کارآگاهان پلیس پس از مرگ به آقای گلستان مشکوک می‌شوند و از طرفی دختر آقای گلستان که وکیل قابلی است با دفاع از پدرش، سعی می‌کند از وی رفع اتهام نماید ولی …
از دیگر عوامل این مجموعه می‌توان به صدابرداران (جواد مقدسی و رضا اردلان)، تصویربرداران (حمید روزبهانی و هادی پوریان) و پیروز ارجمند (موسیقی) اشاره نمود.

## بازیگران
- جمشید مشایخی
- پانته‌آ بهرام
- بهزاد خداویسی
- یکتا ناصر
- پژمان بازغی
- بابک نوری
- حسین معلومی
- رامتین روزبهان
- زهره داودی
- سعیده عرب
- سودابه میرکریمی
- سیامک اشعریون
- غلامحسین فرخ تبار
- لوریک میناسیان
- متین عزیزپور
- محرم بسیم
- محمدرضا مهیمنی
- ملکه رنجبر
- هما خاکپاش